# Северный Бриансон
Се́верный Бриансо́н (фр. Briançon-Nord) — кантон во Франции, находится в регионе Прованс — Альпы — Лазурный Берег, департамент Верхние Альпы. Входит в состав округа Бриансон.
Код INSEE кантона — 0506. Всего в кантон Северный Бриансон входит 4 коммуны, из них главной коммуной является Бриансон.
Кантон был образован в 1973 году.

## Коммуны кантона
| Коммуна     | Население, чел. (1999) | Почтовый индекс | Код INSEE |
| ----------- | ---------------------- | --------------- | --------- |
| Бриансон    | 3 401                  | 05100           | 05023     |
| Валь-де-Пре | 450                    | 05100           | 05174     |
| Монженевр   | 497                    | 05100           | 05085     |
| Неваш       | 290                    | 05100           | 05093     |

## Население
Население кантона на 2007 год составляло 4 936 человек.
| 1962 | 1968 | 1975 | 1982 | 1990  | 1999  | 2006 | 2007  | 2008 |
| ---- | ---- | ---- | ---- | ----- | ----- | ---- | ----- | ---- |
| —    | —    | —    | —    | 4 931 | 4 638 | —    | 4 936 | —    |